# شخصية العام في فاينانشال تايمز
ترشح صحيفة الأعمال البريطانية فاينانشال تايمز كل عام "شخصية العام" وهو الشخص الذي تعتبره الصحيفة أنه أظهر تأثيرًا كبيرًا في عام معين. وعلى ما يبدو أنه كان هناك عدد من الحالات (1971، 1979، 1995) عندما لم يتم ترشيح أي شخص.

## قائمة الأشخاص عبر السنين
الأشخاص الحاصلون على اللقب:
 
- 2022: فولوديمير زيلينسكي[3]
- 2021: إيلون ماسك[4]
- 2020: أوغور شاهين وأوزليم توريشي[5]
- 2019: ساتيا نادالا
- 2018: جورج سوروس[6]
- 2017: Susan Fowler[7]
- 2016: دونالد ترامب[8]
- 2015: أنجيلا ميركل[9]
- 2014: تيم كوك[10]
- 2013: جاك ما[11]
- 2012: ماريو دراغي[12]
- 2011: محمد البوعزيزي
- 2010: ستيف جوبز
- 2009: لويد بلانكفين
- 2008: باراك اوباما
- 2007: جان كلود تريشيه
- 2006: لاكشمي ميتال
- 2005: سيرجي برين ولاري بايج
- 2004: إليوت سبيتزر
- 2003: جفري ايملت[13]
- 2002: جورج بوش الابن
- 2001: هوارد لوتنيك
- 2000: كريغ فينتر
- 1999: جون فون نيومان
- 1998: آلان جرينسبان
- 1997: توني بلير
- 1996: روبرت مردوخ
- 1994: بيل غيتس
- 1993: إدوار بالادور
- 1992: دينج شياو بينج
- 1991: جيمس بيكر
- 1990: هلموت كول
- 1989: ميخائيل غورباتشوف
- 1988: هنري كرافيس وجورج روبرتس
- 1987: مارغريت ثاتشر
- 1986: ياسوهيرو ناكاسونه
- 1985: ميخائيل غورباتشوف
- 1984: ألبيرت هول
- 1983: جون ر. اوبل
- 1982: جورج شولتز
- 1981: فرنسوا ميتران
- 1980: ليخ فاونسا[14]
- 1978: دينج شياو بينج
- 1977: محمد أنور السادات
- 1976: جيمي كارتر
- 1975: هلموت شميت
- 1974: هارولد ويلسون
- 1973: فيصل بن عبد العزيز آل سعود
- 1972: هنري كيسنجر
- 1970: جان ري (سياسي)[1]